# Francia Márquez
Francia Elena Márquez Mina (Cauca, 1º dicembre 1981) è un'ambientalista, attivista e politica colombiana, vicepresidente della Colombia dal 7 agosto 2022.
Nel 2018 ha ricevuto il Premio Goldman per l'ambiente in onore del suo impegno contro le miniere d'oro illegali. Nell'agosto 2020 ha annunciato la sua candidatura alle elezioni presidenziali colombiane del maggio 2022.

## Biografia

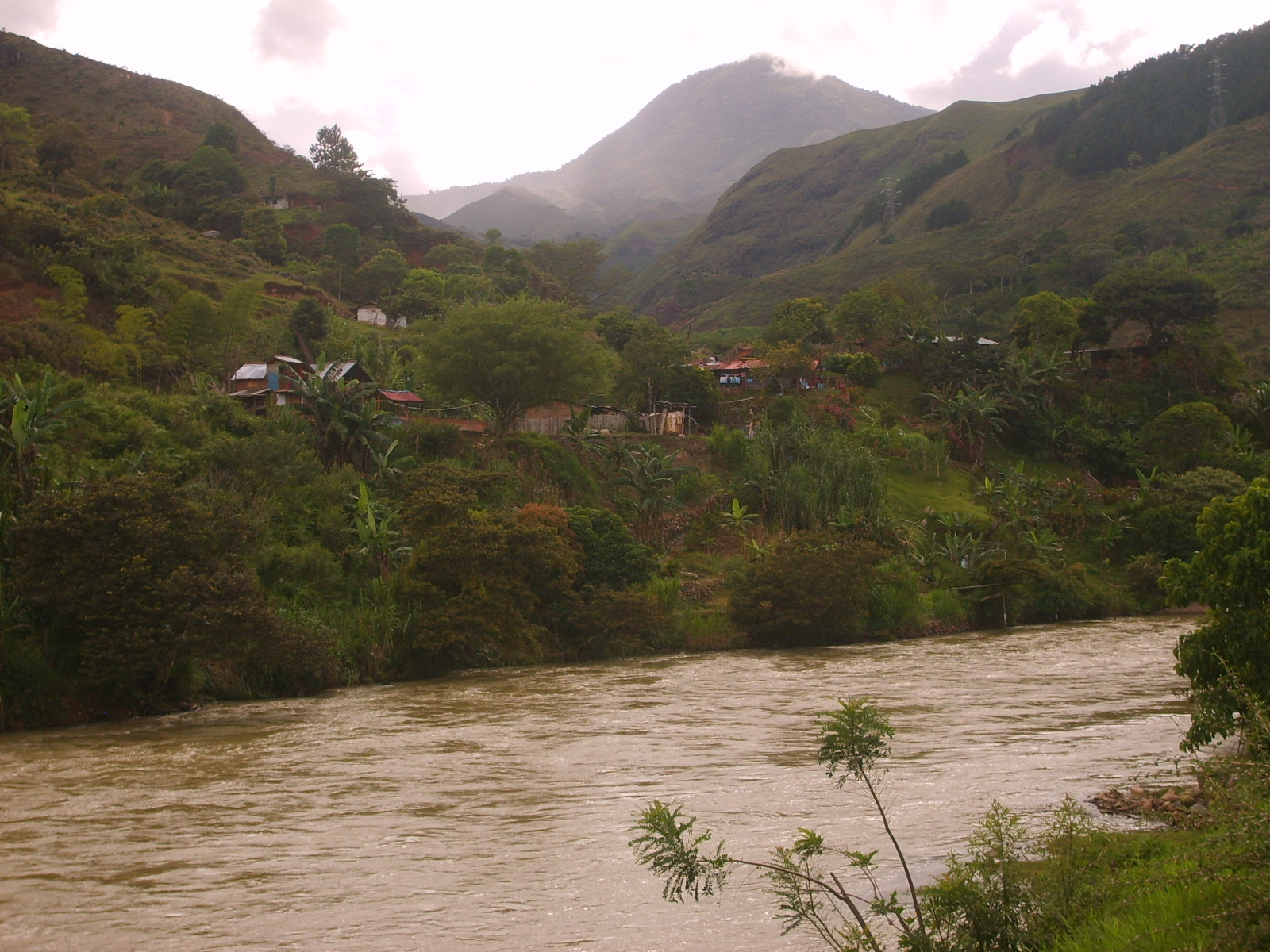
Il fiume Ovejas presso Suárez

È nata il 1º dicembre 1981 nel comune di Suárez, nel dipartimento di Cauca, nel sud ovest della Colombia, nel villaggio Yolombó, abitato da discendenti degli schiavi africani. Da ragazzina ha partecipato alle mobilitazioni contro il progetto di deviazione del fiume Ovejas verso la diga Salvajina, voluto dall'azienda spagnola Unión Fenosa che gestisce la centrale idroelettrica.
Ha fatto parte del consiglio comunitario di La Toma, nel comune di Suárez, di cui dal 2013 al 2016 ha ricoperto il ruolo di rappresentante legale.
Nel 2014, per protestare contro l'estrazione mineraria illegale nel Cauca, ha organizzato assieme ad altre 80 donne una marcia di più di 500 km dai loro territori alla capitale Bogotà; tale manifestazione è stata nominata «Marcia dei Turbanti» perché le donne indossavano i copricapi tradizionali africani. A Bogotà la comitiva ha manifestato in piazza per diversi giorni ed è stata ricevuta dal ministero dell'interno, che si è impegnato a contrastare le estrazioni illegali anche con azioni di polizia, anche se Márquez ha denunciato che tali impegni sono stati disattesi.
A causa del loro impegno in difesa dei territori, molti leader comunitari colombiani e in particolare a Cauca sono stati uccisi dal 2016 al 2021, e la stessa Márquez ha ricevuto minacce di morte, e quindi ha dovuto quindi lasciare la sua abitazione e trasferirsi in esilio a Cali. Nella città di Cali Márquez ha studiato giurisprudenza presso l'università privata Santiago de Cali.
Ha partecipato ai negoziati di pace fra il governo colombiano e le FARC tenutisi all'Avana dal 2012 al 2016, con una delegazione di vittime del conflitto, sostenendo i diritti della popolazione nera e la necessità di una strategia per preservare l'ambiente.
È stata fra i relatori dell'11° forum di OCSE e International Conference on the Great Lakes Region sulle filiere minerarie sostenibili nel maggio 2017 a Parigi.
Ha subito un attentato, con armi da fuoco e granate, nel maggio 2019 mentre partecipava ad una riunione con altri leader comunitari per preparare un incontro con il governo. L'attacco, in cui sono rimaste ferite due guardie del corpo, è stato condannato sia dall'ONU sia dal presidente colombiano Duque.

### Elezioni presidenziali del 2022
Alle elezioni del 2018 aveva sostenuto il candidato progressista Gustavo Petro. Si è candidata per le presidenziali del 2022, con il sostegno della Convenzione Nazionale Femminista, ma poi nel marzo 2022, a seguito delle primarie del Pacto Histórico ha deciso di sostenere ancora la candidatura di Petro.
Alle elezioni presidenziali della Colombia, che si sono svolte il 29 maggio 2022, Petro e Márquez hanno ottenuto il primo posto al primo turno, con oltre 8 milioni e 500mila voti, dando loro il passaggio alla seconda tornata elettorale del 19 giugno. Infine, con più di 11 milioni di voti, hanno sconfitto al ballottaggio la candidatura di Rodolfo Hernández e Marelen Castillo.
Durante la campagna sono diventate popolari alcune frasi di Márquez, come "vivere gustoso", una frase della filosofia di vita del popolo afro-colombiano che, ha detto, si riferisce a "poter vivere senza paura, con dignità e con una garanzia di diritti", e che è stata talvolta erroneamente interpretata dai suoi detrattori come un riferimento al "vivere comodamente e senza fatica"; questa frase ha finito per diventare uno degli slogan più usati nelle ultime settimane della campagna presidenziale. Allo stesso modo, è stato costante il riferimento di Márquez all'essere colui che rappresentava "i nessuno e i nessuno", ispirato alla poesia "Los Nadies" di Eduardo Galeano, riferendosi alla gente comune "invisibile davanti allo Stato e alle politiche delle élite". Allo stesso modo, Márquez ha pronunciato in diversi discorsi la frase "fino a quando la dignità non diventa consuetudine" che ha incluso anche nel suo giuramento alla vicepresidenza il 7 agosto 2022.

### Vice Presidente della Colombia
Nel luglio 2022, giorni prima del suo insediamento, Márquez ha fatto visita a diversi leader latinoamericani come il presidente del Cile Gabriel Boric, dell'Argentina Alberto Fernández, il presidente della Bolivia Luis Arce e l'ex presidente e candidato alla presidenza Lula da Silva in Brasile.
Nel settembre 2022, Márquez ha ricevuto dal presidente Petro 15 funzioni specifiche da sviluppare come vicepresidente, che sono legate a questioni come l'uguaglianza, l'inclusione, i diritti umani e il monitoraggio delle azioni del governo nel Pacifico Colombia e in particolare nel porto di Buenaventura.
Nel gennaio 2023 il governo colombiano ha presentato, con una cerimonia nella cittadina di Istmina, la creazione del Ministero dell'uguaglianza e dell'equità, con l'intento di garantire i diritti delle donne, delle "comunità vulnerabili" e della comunità LGBT+;. Tale ministero è stato poi ufficialmente istituito nel giugno del 2023 e Francia Marquez ne è stata messa a capo.
L'11 gennaio 2023, Márquez ha denunciato un tentativo di attentato contro di lei a causa del ritrovamento di un ordigno esplosivo in una strada che conduce alla sua residenza.

## Riconoscimenti
- Premio nazionale per la difesa dei diritti umani in Colombia (2015)[25][26], istituito dall'organizzazione religiosa Diakonia[27]
- Premio Goldman per l'ambiente (2018)[2]
- 100 Women della BBC (2019)[28]
- Premio Nazionale dei Diritti Umani in Colombia dell'organizzazione svedese Diakonia (2019)[29][30]
- Afrocolombiana dell'anno 2018, categoria «settore sociale», assegnato dal quotidiano El Espectador e dalla fondazione Color de Colombia.[14][31][32]